# Ronald Koeman Jr.
Ronald Koeman Jr. (23 de maig de 1995) és un futbolista professional neerlandès, que juga com a porter a l'SC Telstar neerlandès.
Koeman va arribar a través del sistema de joventut a l'Almere City però mai va debutar en el primer equip. El 2015, se'l va transferir al FC Oss per augmentar les seves possibilitats de jugar al primer equip. Va fer el seu debut el 29 d'abril de 2016 en partit de l'Eerste Divisie contra l'FC Volendam com a suplent, substituint en el minut 83 a Xavier Mous en una derrota 2-1 derrota a casa.
És el fill de l'exfutbolista internacional neerlandès i antic entrenador del Southampton FC i de l'Everton FC, entre d'altres, Ronald Koeman, i nebot de l'exjugador de futbol internacional neerlandès Erwin Koeman, i el net de l'exinternacional neerlandès Martin Koeman.